# Deutsche Sporthochschule Köln
Die Deutsche Sporthochschule Köln (DSHS, Spoho) ist (seit der Schließung der DHfK) die einzige deutsche Sportuniversität. Sie entstand aus der Deutschen Hochschule für Leibesübungen (DHfL), die 1920 von Carl Diem und August Bier in Berlin gegründet wurde. Gründungsrektor der Kölner Hochschule war 1947 ebenfalls Carl Diem, der bis zu seinem Tod 1962 Rektor blieb. Seit dem 21. Mai 2024 ist Ansgar Thiel Rektor der DSHS. Das Rektorat wird ergänzt durch die Prorektoren Studium, Lehre und Weiterbildung (PR 1); Forschung und Transfer (PR 2); Ressourcen und nachhaltige Entwicklung (PR 3); Kommunikation und digitale Transformation (PR 4). Kanzlerin ist seit August 2020 Marion Steffen.
Die Universität befindet sich im Kölner Stadtteil Müngersdorf, direkt am großen Kölner Sportpark, der unter anderem das Rheinenergiestadion (vormals Müngersdorfer Stadion) beheimatet. Gemessen an der Zahl der wissenschaftlichen Institute, der repräsentierten Wissenschaftsdisziplinen und der eingeschriebenen Studierenden ist die DSHS die größte Sportuniversität der Welt. Das Hochschulemblem zeigt einen griechischen Tempel mit vier Säulen. Diese stehen für das Starke, das Wahre, das Gute und das Schöne. Der Universität angegliedert ist die Geschäftsstelle des 1995 in Nizza gegründeten European College of Sport Science.

## Campus
Der Campus der Deutschen Sporthochschule Köln liegt im Kölner Stadtteil Müngersdorf, direkt am Sportpark Müngersdorf. Das Universitätsgelände mit mehr als 1.600 Bäumen liegt in direkter Nähe zum Rheinenergiestadion, den Jahnwiesen und dem Kölner Stadionbad. Auf insgesamt 187.000 m² Campusfläche stehen den Studierenden und Mitarbeitenden der Sporthochschule 61.000 Quadratmeter Sportfläche für Forschung und Lehre zur Verfügung; darunter 23 Sporthallen, 22 Freiplätze und ein Schwimmzentrum mit 50-Meter-Wettkampfbecken sowie eine Sprunghalle mit Brettern. bzw. Plattformen in Höhe von 1 m, 3 m, 5 m, 7,50 m und 10 m. Auf dem Campus befinden sich im Schwimmzentrum und im Hockey-Judo-Zentrum die Leistungszentren für Schwimmsport, Judo und Hockey. Mit der Zentralbibliothek der Sportwissenschaften (ZB Sport) ist die international größte Spezialbibliothek des Sports und der Sportwissenschaft auf dem Campus beheimatet. Die ZB Sport ist die Universitätsbibliothek der Deutschen Sporthochschule Köln und wird als Sondersammelgebietsbibliothek der Deutschen Forschungsgemeinschaft gefördert.

## Geschichte
Die Kölner Sporthochschule wurde 1947 als Rechtsnachfolgerin der am 15. Mai 1920 in Berlin gegründeten Deutschen Hochschule für Leibesübungen gegründet und am 22. November 1947 durch die Alliierten genehmigt. Entscheidenden Anteil an der Gründung der DSHS hatte John Dixon, der von 1946 bis 1948 Berater für Leibeserziehung in der „Britischen Besatzungszone“ war. Bereits am 7. Juli 1947 begann mit 35 Frauen und 65 Männern der Lehrbetrieb im Sommersemester. Im Jahr 1952 waren 285 Studierende immatrikuliert, 1962 wurde ein Staatsvertrag zur Übernahme der Sporthochschule durch das Land NRW geschlossen. Am 15. Juni 1963 wurde der Neubau mit einer Fläche von 30.000 Quadratmetern in Köln-Müngersdorf eingeweiht.
Ihren Namen „Deutsche Sporthochschule Köln“ erhielt die Hochschule am 1. Januar 1965, als auch eine Rektoratsverfassung sowie die Einrichtung zusätzlicher Lehrstühle beschlossen wurde. 1966 besaß die Hochschule bereits rund 1.000 Studierende; am 7. April 1970 wurde sie als Universität anerkannt, wobei sie auch das Promotions- und Habilitationsrecht erhielt. Im Jahr 1976 studierten rund 2.600 Hörer an der Hochschule. 1982, als diese Zahl schon auf rund 5.000 gestiegen war, trat eine neue Grundordnung in Kraft, wobei die Hochschulselbstverwaltung mit Zentralorganen und Fachbereichsorganen ausgebaut wurde. 1997 wurde schließlich die neue Zentralbibliothek der Hochschule eröffnet und ein Jahr später eine Studienreform durchgeführt, wobei der neue akademische Grad „Diplom-Sportwissenschaftler/in“ eingeführt wurde. 2000 wurde die Hochschule weiter ausgebaut, seitdem führt sie die Bezeichnung „Europäische Sportuniversität“. Die Grundordnung der Hochschule wurde 2002 novelliert, zudem wurden zentrale wissenschaftliche Einrichtungen zur Stärkung der Forschung eingerichtet. 2006 erfolgte die Einweihung der neuen Leichtathletikanlage (NetCologne Stadion).
Im Frühjahr 2006 entschieden die Fraktionen der Bezirksvertretung Lindenthal, den Namen des Carl-Diem-Wegs an der Sporthochschule zu ändern. Diese wurde Ende September 2006 dann offiziell in der Bezirksvertretung entschieden. Als Begründung wurde angeführt, die Person Carl Diem sei wegen ihrer Rolle im Nationalsozialismus historisch umstritten. Die Hochschulleitung, die Diems Rolle von Historikern und Sportwissenschaftlern untersuchen ließ, legte per Eilantrag Protest gegen die Entscheidung der Bezirksvertretung ein, da diese der Person Diems nicht gerecht werde und zudem hohe Kosten für die Hochschule bedeute. Der damalige DSHS-Rektor Walter Tokarski argumentiert zudem, man fühle sich „diskriminiert, wenn der Bedeutung unserer Hochschule bei der Namensnennung keinerlei Rechnung getragen wird“. Im August 2007 entschied das Kölner Verwaltungsgericht, die Stadt Köln habe bei Straßennamen einen „weiten Ermessensspielraum“, der in diesem Fall nicht überschritten sei. Die Straße wurde 2007 in „Am Sportpark Müngersdorf“ umbenannt.
2007 wurden infolge des Bologna-Prozesses Bachelor- und Master-Studiengänge an der Hochschule eingeführt sowie eine neue Grundordnung erlassen. 2010 feierte sie mit insgesamt rund 5.200 Studierenden (davon 33 % weiblich und 7 % Ausländer) ihr 60-jähriges Bestehen.

## Universitätsstatus
1970 verlieh das Land Nordrhein-Westfalen der Deutschen Sporthochschule Köln das Promotions- und Habilitationsrecht und den Status einer Wissenschaftlichen Hochschule im Universitätsstatus.

## Studium
An der DSHS wird an 19 wissenschaftlichen Instituten geforscht und gelehrt. Das Spektrum reicht von erziehungs-, geistes- und sozialwissenschaftlichen Fächern bis zu medizinisch-naturwissenschaftlichen Disziplinen. Insgesamt bietet die Sporthochschule fünf Bachelor- und neun Masterstudiengänge und sechs Weiterbildungsmaster an. Zudem werden Lehramtsstudiengänge für die Ausbildung im Unterrichtsfach Sport für alle Schulformen angeboten. Die Hochschule hat Promotions- und Habilitationsrecht. Für die Bachelor- und Lehramtsstudiengänge ist eine Einschreibung zum Sommer- und Wintersemester möglich. Die Einschreibung in die Master-Studiengänge erfolgt nur zum Wintersemester. Seit dem WS 2007/2008 wurde der vorherige sportwissenschaftliche Diplomstudiengang sukzessive durch Bachelor- und Masterstudiengänge abgelöst.

## Eignungstest

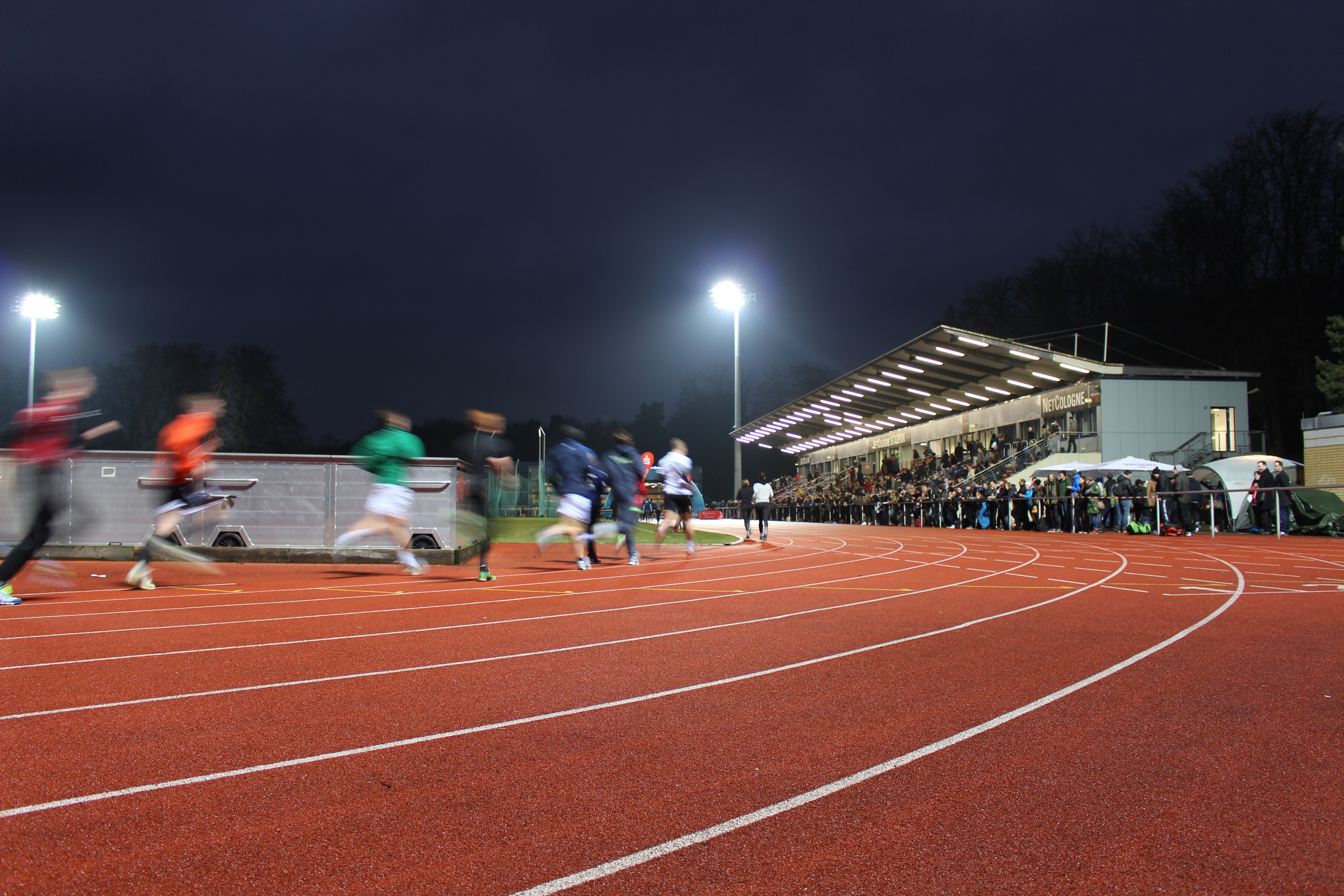
Ausdauerlauf beim Eignungstest (2015)

Studieninteressierte der sportwissenschaftlichen Bachelor- und Lehramtsstudiengänge der Sporthochschule müssen zur Bewerbung auf einen Studienplatz die besondere Eignung für das Sportstudium nachweisen. Die Prüfung dient der Feststellung der sportmotorischen Leistungsfähigkeit und ist grundsätzlich drei Jahre gültig. Der Eignungstest wird zwei Mal im Jahr angeboten. Insgesamt werden fünf Sportarten abgeprüft. Neben der Leichtathletik, Schwimmen und Turnen kann jeweils ein Rückschlagspiel (Tennis, Badminton oder Tischtennis) und eine Mannschaftssportart (Fußball, Volleyball, Handball, Hockey oder Basketball) gewählt werden. Hierzu müssen insgesamt 17 von 19 Teildisziplinen bestanden werden (Stand: Juni 2025), wobei der Ausdauerlauf am Ende des Tages auf jeden Fall bestanden werden muss.

## Einrichtungen

### Wissenschaftliche Einrichtungen

#### Institute
An 19 wissenschaftlichen Instituten wird geforscht und gelehrt. Das Spektrum reicht von erziehungs-, geistes- und sozialwissenschaftlichen Fächern bis zu medizinisch-naturwissenschaftlichen Disziplinen.
- Institut für Bewegungstherapie und bewegungsorientierte Prävention und Rehabilitation
- Institut für Bewegungs- und Neurowissenschaft
- Institut für Bewegungs- und Sportgerontologie
- Institut für Biochemie (WADA-akkreditiertes Labor für Dopinganalytik)
- Institut für Biomechanik und Orthopädie
- Institut für Europäische Sportentwicklung und Freizeitforschung
- Institut für Kommunikations- und Medienforschung
- Institut für Kreislaufforschung und Sportmedizin
- Institut für Outdoorsport und Umweltforschung
- Institut für Pädagogik und Philosophie
- Psychologisches Institut
- Institut für Soziologie und Genderforschung
- Institut für Sportdidaktik und Schulsport
- Institut für Sportgeschichte
- Institut für Sportökonomie und Sportmanagement
- Institut für Sportrecht
- Institut für Tanz und Bewegungskultur
- Institut für Trainingswissenschaft und Sportinformatik
- Institut für Vermittlungskompetenz in den Sportarten

#### An-Institute
- Forschungsinstitut für Inklusion durch Bewegung und Sport an der Deutschen Sporthochschule Köln und der Lebenshilfe NRW e. V. (FiBS e. V.)
- Institut für Betriebliche Gesundheitsförderung (BGF)
- Institut für Qualitätssicherung in Prävention und Rehabilitation (IQPR)
- Manfred Donike Institut für Dopinganalytik e. V.

#### Zentrale wissenschaftliche Einrichtungen
- Deutsches Forschungszentrum für Leistungssport Köln (momentum)
- Zentrum für Sportlehrer*innenbildung
- Zentrum für integrative Physiologie im Weltraum (ZiP)
- Zentrum für Olympische Studien (OSC)
- Zentrum für Präventive Dopingforschung (ZePräDo)

#### Forschungsschwerpunkte
- Zentrum für integrative Physiologie im Weltraum[18]
- Projekt: „Modulation of Metabolic Fluxes by Physical Activity“
- Projekt: „Sport in der Medialen Moderne“[19][20]

## Forschung
Die Sporthochschule ist Deutschlands einzige Universität, an der ausschließlich zum Themenfeld Sport und Bewegung geforscht und gelehrt wird. An der „Spoho“ wird an 19 Instituten, vier An-Instituten und fünf Transferzentren zu verschiedenen Aspekten der Sportwissenschaft geforscht. Das Spektrum reicht von erziehungs-, geistes- und sozialwissenschaftlichen Fächern bis zu medizinisch-naturwissenschaftlichen Disziplinen. Geforscht wird beispielsweise zu Gesundheitsthemen, biomechanischen und psychologischen Fragestellungen, bis hin zur ökonomischen, historischen und ethischen Betrachtung des Sports. Die Forschungs-, Lehr- und Transferaktivitäten der Mitarbeiter sind auf Sport und Bewegung als gemeinsamen übergreifenden Bezugspunkt ausgerichtet und orientieren sich an den Leitthemen Leistung, Gesundheit, Gesellschaft und Bildung.

### Doping- und Anti-Doping-Forschung
Zu Beginn der 1950er Jahre wurden an der Sporthochschule Untersuchungen mit Pervitin an gesunden Probanden durchgeführt. Eine 1959 an der DSHS angenommene Diplomarbeit beschäftigte sich mit Dopingmitteln (darunter Anabolika) im Radsport.
Der 2013 vorgelegten Untersuchung „Doping in Deutschland von 1950 bis heute aus historisch-soziologischer Sicht im Kontext ethischer Legitimation“ zufolge wurde am Institut für Kreislaufforschung vor dem Jahr 1977 „mit anabolen Steroiden experimentiert“. Wildor Hollmann, der Leiter des Instituts, sprach sich demzufolge aber „öffentlich aus ethischen und ärztlichen Gründen gegen den Gebrauch von Anabolika aus“. Rückblickend äußerte Hollmann später, „zuverlässige Befunde ernsthafter Natur über die Wirkung von Anabolika“ hätten in der ersten Hälfte der 1970er Jahre nicht vorgelegen. „In dem Moment, als wir erstmals gesicherte gesundheitliche Schadensberichte erhielten, waren wir strikt gegen die Anwendung derartiger Substanzen“, wurde Hollmann zitiert.
In einem Bericht im Nachrichtenmagazin Der Spiegel aus dem Jahr 2011 wurde Hollmann vorgeworfen, er sei „lange inkonsequent“ geblieben, „wenn es um Doping ging. Er hätte von Anfang an laut aufbegehren können, er wusste genug, er verstand genug, er hätte sich Gehör verschafft als Westdeutschlands oberster Sportmediziner. Doch er tat es nicht.“
Ab 1973 wurde an der Sporthochschule eine Untersuchung zur Bluttransfusion durchgeführt, zwecks „Beurteilung eines möglichen Dopingeffektes im Leistungssport durch derartige Maßnahmen“. Zudem fertigten Wissenschaftler der DSHS in den 1970er Jahren Studien über Betablocker, Wachstumshormone und Amphetamine an. Dass es sich bei den Untersuchungen an der DSHS um Dopingforschung gehandelt habe, bestritt Hollmann im Jahr 2013. Er kritisierte, die Verfasser der Studie „Doping in Deutschland von 1950 bis heute aus historisch-soziologischer Sicht im Kontext ethischer Legitimation“ hätten „den großen Fehler gemacht, alle Forschung mit Doping zu betiteln, die mit Leistung zu tun hat. Ohne unsere leistungsbezogenen Studien gäbe es heute keine Präventivmedizin, keine Reha-Zentren.“
Im September 2002 wurde an der Sporthochschule das „Zentrum für präventive Dopingforschung“ gegründet, welches der Eigenbeschreibung nach „auf der Grundlage der schon vorhandenen Kompetenz der Deutschen Sporthochschule Köln im Bereich Dopingforschung“ aufbaute. So gilt das Institut für Biochemie nach eigener Beschreibung als eines der weltweit führenden Laboratorien im Bereich der Dopinganalytik und ist „eines der ältesten Dopinglaboratorien der Welt“. 2011 wurde dort zudem die erste Europäische Beobachtungsstelle für potenzielle Dopingsubstanzen eingerichtet. Erwähnte Kompetenz fußte unter anderem auf die langjährige Arbeit Hollmanns und des ebenfalls nicht unumstrittenen Manfred Donike. Letzterer gab laut dem Sporthistoriker Jörg Krieger gleichwohl entscheidende Impulse bei der „Ausweitung internationaler Anti-Doping Initiativen“. Dessen Nachfolger Wilhelm Schänzer, der bis 2017 im Amt war, wurde als „weltweit renommierter Anti-Doping-Experte“ bezeichnet, dem unter anderem die Entwicklung eines Nachweises von anabolen Steroide gelang.

## Persönlichkeiten

### Rektoren
- 1947–1962: Carl Diem (Gründungsrektor)
- 1962–1967: Werner Körbs
- 1967–1969: Liselott Diem
- 1969–1971: Wildor Hollmann
- 1971–1972: Werner Körbs
- 1972–1974: Ernst Hojer
- 1974–1982: Hans-Joachim Lieber
- 1982–1987: Dietrich Quanz
- 1987–1991: Christiane Stang-Voß
- 1991–1999: Joachim Mester
- 1999–2014: Walter Tokarski
- 2014–2024: Heiko Strüder
- seit 20. Mai 2024: Ansgar Thiel[32]

### Kanzler
- 1971–1999: Eike Reschke † 2020
- 1999–2014: Johannes Horst
- 2014–2020: Angelika Claßen
- seit 2020: Marion Steffen

### Professoren
- Bernhard Abel † 2019
- Henning Allmer
- Georg Anders
- Hans-Joachim Appell
- Klaus Baum
- Wilhelm Bloch
- Otmar Leo Bock
- Christoph Breuer
- Heiner Brinkmann
- Gert-Peter Brüggemann
- Alfons Bonnekoh
- Jürgen Court
- Liselott Diem † 1992
- Lars Donath
- Manfred Donike † 1995
- Dieter Eßfeld
- Ingo Froböse
- Werner D. Fröhlich
- Volker Gerhardt
- Christine Graf
- Josef Hackforth
- Gerhard Hecker † 2007
- Wildor Hollmann † 2021
- Heinz-Dieter Horch
- Kurt-Alphons Jochheim † 2013
- Uwe Kersting
- Georg Keßler
- August Kirsch † 1993
- Horst Kosel † 2012
- Manfred Lämmer
- Herbert Langhans † 2015
- Karl Lennartz † 2014
- Dieter Leyk
- Heinz Mechling
- Eckhard Meinberg
- Wolfgang Menke
- Joachim Mester
- Jürgen Mittag
- Christian Mucha
- Jürgen R. Nitsch
- Martin Nolte
- Dietrich Quanz
- Wolfgang Potthast
- Hans-Georg Predel
- Markus Raab
- Barbara Ränsch-Trill † 2006
- Eike Reschke
- Volker Rittner
- Richard Rost † 1998
- Ralf Roth
- Wilhelm Schänzer
- Volker Schürmann
- Christiane Stang-Voß
- Jürgen Stegemann † 2007
- Heiko K. Strüder
- Dieter Teipel
- Mario Thevis
- Stephan Wassong
- Karl Weber

### Bekannte Studierende und Alumni
- Tom Bartels (* 1965), Sportkommentator
- Karsten Baumann (* 1969), ehemaliger Fußballspieler und heutiger -trainer
- Jürgen Bergener (* 1961), Fußballkommentator
- Benjamin Best (* 1976), Journalist und Buchautor
- Stefan Blöcher (* 1960), ehemaliger deutscher Hockeyspieler
- Boris Büchler (* 1969), Sportreporter
- Frank Buschmann (* 1964), Fernsehkommentator
- Wojtek Czyz (* 1980), Paralympicssieger, Welt- u. Europameister
- Christoph Daum (1953–2024), Fußballtrainer
- Frank Dopheide (* 1963), Markenfachmann
- Kai Ebel (* 1964), Sportreporter
- Seppo Eichkorn (* 1956), Fußballtrainer und Scout
- Pia Engelberty, Voltigiererin
- Günther Felbinger, Landtagsabgeordneter
- Carolin Franzke, Ruderin
- Hardy Frenger (* 1922), Turner und Turnnationaltrainer
- Martin Fünkele (* 1973), Sportjournalist
- Verena Hagedorn, Fußballtrainerin
- Fabian Hambüchen (* 1987), Turner
- Dunja Hayali (* 1974), Fernsehmoderatorin
- Sebastian Hellmann (* 1967), Fernsehmoderator
- Lara Hoffmann (* 1991), Leichtathletin
- Valeska Homburg (* 1976), Fernsehmoderatorin
- Matthias Hütten, Badmintontrainer
- Yvonne Kempen, Bürgermeisterin
- Benjamin Kleibrink (* 1985), ehemaliger Florettfechter
- Julia Kleine (* 1984), Fernseh- und Radiomoderatorin, Reporterin, Synchronsprecherin
- Felix Klemme (* 1980), Personal Coach und Fernsehdarsteller
- Thomas Klimmeck (* 1970), Fußballtrainer
- Konstanze Klosterhalfen (* 1997), Leichtathletin
- Anna Kraft (* 1985), Sportjournalistin
- Yann-Benjamin Kugel (* 1979), Fitnesstrainer
- Hannes Löhr (1942–2016), ehemaliger Fußballspieler und -trainer
- Patric Looser (* 1984), Voltigierer
- Claus Lufen (* 1966), Sportreporter
- Ulrike Nasse-Meyfarth (* 1956), ehemalige Hochspringerin
- Peter Neururer (* 1955), Fußballtrainer
- Michael Reschke (* 1957), Fußballmanager
- Michael Pappert (* 1957), ehemaliger Basketballspieler
- Bernhard Peters (* 1960), Sportfunktionär
- Wolf-Dieter Poschmann (1951–2021), Sportmoderator
- Detlef Poste (* 1966), Badmintontrainer und DBV-Geschäftsführer
- Jonas Reckermann (* 1979), ehemaliger Beachvolleyballer
- Erich Ribbeck (* 1937), ehemaliger Fußballspieler und -trainer
- Marion Rodewald (* 1976), Hockeyspielerin
- Martin Rütter (* 1970), Hundetrainer
- Erich Rutemöller (* 1945), Fußballtrainer
- Ralf Scholt (* 1964), Sportjournalist
- Almuth Schult (* 1991), Fußballerin
- Helmut Schulte (* 1957), Fußballtrainer und Sportmanager
- Herbert Somplatzki (* 1934), Schriftsteller
- Ilka Steinhausen (* 1968), Journalistin und Medienmanagerin
- Christian Tews (* 1980), Fernsehdarsteller
- Martyna Trajdos (* 1989), Judoka
- Detlef Ultsch (* 1955), Judotrainer
- André Voigt (* 1973), Sportjournalist
- Kai Vorberg (* 1981), ehemaliger Voltigierer
- Max Weinhold (* 1982), Hockeytorwart
- Alexandra Wester (* 1994), Weitspringerin
- Klaus Zander (* 1956), ehemaliger Basketballspieler[33]